# Џонатан Кафу
Жонатан Ренато Барбоса (порт. Jonathan Renato Barbosa; Пирасикаба, 10. јул 1991), познатији као Џонатан Кафу, бразилски је фудбалер који игра на позицији крилног нападача.

## Каријера

### Почеци
Прошавши фудбалску школу клуба Рио Кларо, Кафу је 2009. године прешао у Депортиво Бразил, где је започео своју сениорску каријеру. Две године касније, он је потписао за Боависту, за коју је одиграо само једну утакмицу. Потом се прикључио клубу под називом 15. новембар, из родне Пирасикабе, у ком се задржао у периоду од 2012. до 2014. У међувремену је, 2013. године, краћи период провео на позајмици у Капивариану.
У априлу 2014, Кафу је најављиван као могуће појачање појединих италијанских и јапанских клубова, али је након тога приступио клубу из бразилске Серије Б, Понте Прети, где је наступао до краја календарске године. Почетком 2015, 15. јануара, Кафу је потписао трогодишњи уговор са Сао Паулом.

### Лудогорец Разград
Дана 27. јула 2015, Кафу је прешао у Лудогорец из Разграда, што је представљало његов први инострани ангажман. Вредност трансфера износила је 6,2 милиона бразилских реала, односно 2,2 милиона евра. По доласку у нови клуб, Кафу је најпре наступао за резервни састав Лудогореца током августа, за који је уписао два наступа у Другој лиги Бугарске, постигавши погодак на утакмици против другог тима Литекса. Такође, за први тим Лудогореца Кафу је дебитовао 12. августа 2015 у Суперкупу Бугарске, против Черно Мореа. Месец дана касније, 12. септембра исте године, Кафу је забележио свој први наступ у бугарском шампионату, против фудбалског клуба Берое из Старе Загоре. Током сезоне 2015/16, Кафу је одиграо 26 утакмица и постигао 8 голова у такмичењима под окриљем Фудбалског савеза Бугарске.
Свој први гол у дресу Лудогореца Кафу је постигао у првој утакмици трећег кола квалификација за Лигу шампиона у сезони 2016/17, против екипе Црвене звезде. Такође, у другој утакмици одиграној у Београду, Кафу је такође био стрелац, нанизавши претходно неколико фудбалера домаћег тима. Лудогорец је касније прошао даље након продужетака, укупним резултатом 4ː6. Пласиравши се у групну фазу такмичења, Кафу је погодио сусретима са Базелом и Арсеналом. Почетком 2017. Кафу је изабран за најбољег страног играча бугарском шампионату за претходну годину. Током сезоне 2016/17, Кафу је постигао 10 погодака на 30 утакмица у Првој лиги Бугарске, док је за Лудогорец забележио укупно 77 наступа и 22 гола у свим такмичењима.

### Бордо
У августу 2017, Кафу је прешао у Бордо и са клубом потписао четворогодишњи уговор. Вредност трансфера процењена је на 7,5 милиона евра, уз договорене бонусе. Кафу је том приликом изабрао број 22 на дресу. За екипу Бордоа Кафу је дебитовао у другом колу Прве лиге Француске за сезону 2017/18, против екипе Мец, 12. августа. Кафу је током сезоне забележио 20 наступа за екипу Бордоа у такмичењима под окриљем Фудбалског савеза Француске, укључујући 19 утакмица у шампионату и једну у Лига купу Француске. На већини сусрета Кафу је имао статус резервисте, а за Бордо је постигао два гола, против Генгана и Дижона. По објављивању спорног снимка на друштвеној мрежи Инстаграм, у ком су учествовали Кафу и његови тадашњи саиграчи Малком (фудбалер) и Отавио, а након пораза на домаћем терену од екипе Кана резултатом 2ː0, фудбалери су кажњени због кршења дисциплине. Тренер Жоселин Гувернек убрзо је смењен, док је капитен екипе, Жереми Тулалан, затражио раскид уговора и недуго затим напустио клуб. У другом делу првенства Кафу је уписао један наступ за први тим, док је за другу екипу одиграо две утакмице, на којима се једном уписао у стрелце.

#### Црвена звезда (позајмица)
Лета 2018. године, Кафу је најављен као могуће појачање Црвена звезда у квалификацијама за Лигу шампиона. У новом клубу представљен је 10. августа исте године, као уступљени играч Бордоа, уз могућност откупа уговора по завршетку сезоне. Његова годишња примања незванично су процењена на 700 хиљада евра, док је према споразуму два клуба Црвена звезда на себе преузела део обавеза око исплате зараде играчу. За екипу Црвене звезде, Кафу је дебитовао у првој утакмици трећег кола квалификација, против Ред бул Салцбурга. Неколико дана касније, Кафу је уписао свој први наступ у Суперлиге Србије, ушавши у игру уместо Славољуба Срнића у 83. минуту сусрета са Чукаричким. Свој први погодак у дресу Црвене звезде Кафу је постигао у победи од 6ː0 над Радником из Сурдулице, 15. септембра 2018. на стадиону Рајко Митић, након асистенције Филипа Стојковића. Неколико дана касније, Кафу је изостављен из протокола за утакмицу првог кола Лиге шампиона, против Наполија, одлуком тренера Владана Милојевића, док је 23. септембра 2018. одиграо свој први Вечити дерби. На терену је провео сат времена, након чега је уместо њега у игру ушао Вељко Симић. На утакмици против екипе Младости из Лучана, 29. септембра 2018, коју је Црвена звезда добила резултатом 2ː1, Кафу је реализовао једанаестерац, претходно изнуђен од стране Стефана Хајдина. Након Кафуовог изостанка са списка путника у Ливерпул на утакмицу против истоименог противника у оквиру трећег кола групне фазе Лиге шампиона, Вечерње новости су писале о суспензији тог играча због незалагања на тренинзима. Исти лист је том приликом навео да је спортски директор Црвене звезде, Митар Мркела, неколико дана касније негирао тврдњу да у екипи има суспендованих и играча ван тренажног процеса.
У најави утакмице против ОФК Бачке, 31. октобра 2018, на порталу Моцартспорт наведено је да је Кафу склоњен из тима после утакмице против Рада, у 12. колу Суперлиге Србије, након које није поздравио навијаче са остатком тима. Кафу је нешто касније, истог дана, изостављен и из комбинације за састав против екипе из Бачке Паланке, што је била трећа узастопна утакмица на којој је остао ван протокола. Кафу се у поставу Црвене звезде вратио на одложеној утакмици осмине финала Купа Србије, против екипе ТСЦ Бачке Тополе, одигране 21. новембра 2018, а играо је до 60. минута, када га је на терену заменио Славољуб Срнић. Након освајања шампионске титуле са Црвеном звездом и окончања такмичарске 2018/19, споразум о уступању је истекао те је Кафу напустио клуб.

## Статистика

#### Клупска
| Клуб                      | Сезона   | Лига                | Лига    | Лига   | Куп     | Куп    | Лига куп | Лига куп | Континентално | Континентално | Остало  | Остало | Укупно  | Укупно |
| Клуб                      | Сезона   | Дивизија            | Наступа | Голова | Наступа | Голова | Наступа  | Голова   | Наступа       | Голова        | Наступа | Голова | Наступа | Голова |
| ------------------------- | -------- | ------------------- | ------- | ------ | ------- | ------ | -------- | -------- | ------------- | ------------- | ------- | ------ | ------- | ------ |
| Боависта                  | 2011     | Кариока А1          | 1       | 0      | —       | —      | —        | —        | —             | —             | —       | —      | 1       | 0      |
| 15. новембар Пирасикаба   | 2012     | Паулиста А1         | 8       | 1      | —       | —      | —        | —        | —             | —             | —       | —      | 8       | 1      |
| 15. новембар Пирасикаба   | 2013     | Паулиста А1         | 0       | 0      | —       | —      | 21       | 5        | —             | —             | —       | —      | 21      | 5      |
| 15. новембар Пирасикаба   | 2014     | Паулиста А1         | 13      | 5      | —       | —      | —        | —        | —             | —             | —       | —      | 13      | 5      |
| 15. новембар Пирасикаба   | Укупно   | Укупно              | 21      | 6      | —       | —      | 21       | 5        | —             | —             | —       | —      | 42      | 11     |
| Капивариано (позајмица)   | 2013     | Паулиста А2         | 2       | 0      | —       | —      | —        | —        | —             | —             | —       | —      | 2       | 0      |
| Понте Прета               | 2014     | Серија Б Бразила    | 32      | 6      | 1       | 1      | —        | —        | —             | —             | —       | —      | 33      | 7      |
| Сао Пауло                 | 2015     | Серија А Бразила    | 11      | 0      | —       | —      | —        | —        | 1             | 1             | —       | —      | 12      | 1      |
| Лудогорец Разград II      | 2015/16. | Друга лига Бугарске | 2       | 1      | —       | —      | —        | —        | —             | —             | —       | —      | 2       | 1      |
| Лудогорец Разград         | 2015/16. | Прва лига Бугарске  | 24      | 8      | 1       | 0      | —        | —        | —             | —             | 1       | 0      | 26      | 8      |
| Лудогорец Разград         | 2016/17. | Прва лига Бугарске  | 30      | 10     | 2       | 0      | —        | —        | 14            | 4             | —       | —      | 46      | 14     |
| Лудогорец Разград         | 2017/18. | Прва лига Бугарске  | 1       | 0      | —       | —      | —        | —        | 4             | 0             | —       | —      | 5       | 0      |
| Лудогорец Разград         | Укупно   | Укупно              | 55      | 18     | 3       | 0      | —        | —        | 18            | 4             | 1       | 0      | 77      | 22     |
| Бордо                     | 2017/18. | Прва лига Француске | 19      | 2      | 0       | 0      | 1        | 0        | —             | —             | —       | —      | 20      | 2      |
| Бордо                     | 2018/19. | Прва лига Француске | 0       | 0      | —       | —      | —        | —        | 0             | 0             | —       | —      | 0       | 0      |
| Бордо                     | Укупно   | Укупно              | 19      | 2      | 0       | 0      | 1        | 0        | —             | —             | —       | —      | 20      | 2      |
| Бордо II                  | 2017/18. | Пета лига Француске | 2       | 1      | —       | —      | —        | —        | —             | —             | —       | —      | 2       | 1      |
| Црвена звезда (позајмица) | 2018/19. | Суперлига Србије    | 7       | 2      | 1       | 0      | —        | —        | —             | —             | —       | —      | 9       | 2      |
| Каријера                  | Каријера | Каријера            | 152     | 36     | 5       | 1      | 22       | 5        | 20            | 5             | 1       | 0      | 200     | 47     |

- Ажурирано 8. децембра 2018. године.[1][41][42]

## Трофеји и награде

### Екипно
Лудогорец Разград
- Прва лига Бугарске (2): 2015/16, 2016/17.[1]

Црвена звезда
- Суперлига Србије: 2018/19.[40]

### Појединачно
- Најбољи инострани фудбалер у Бугарској 2016.[21]

## Занимљивости
Приликом потписивања за екипу Црвене звезде, Кафу је изабрао број 22 на дресу, који је носио у претходним клубовима и на тај начин постао први играч у пољу са тим бројем на дресу од почетка 21. века. Број 22 су у клубу пре њега дужили голмани Владимир Дишљенковић, Зоран Бановић, Саша Стаменковић, Милош Весић и Филип Манојловић.